# Fyndig
Fyndig kallas den del av det vid gruvdrift brutna berget, som innehåller malm, i motsats till den ofyndiga delen, som inte innehåller någon malm och därför genom skrädning eller dylikt frånskiljes. Fyndig kallades förr även en trakt, där malm av något slag anträffats.